# Quwwat an-Nimr
Die als Tiger-Kräfte bekannte Spezialeinheit Quwwat an-Nimr (arabisch قوات النمر Quwwāt an-Nimr) waren eine Division der syrischen Streitkräfte, die primär der Ausführung von Offensiven im syrischen Bürgerkrieg diente.
Sie wurden als eine „wichtige Kraft für jede Offensive der Regierung“ beschrieben, auch wenn die relativ kleine Truppenanzahl es kaum ermöglichte, die Einheit an mehreren Fronten gleichzeitig einzusetzen.
Nach einigen erfolgreichen Operationen in den Gouvernements Latakia und Hama wurde dem damaligen Oberst Suhail al-Hasan im Herbst 2013 das Kommando über eine Spezialeinheit des syrischen Heeres übertragen. Oberst al-Hasan wählte viele der späteren Soldaten selbst aus. Die Einheit galt im Vergleich zur syrischen Armee als gut ausgerüstet, so verfügte sie beispielsweise über moderne russische Kampfpanzer des Typs T-90.
Die Quwwat an-Nimr hatten eine spezielle Brigade namens „Gepard-Einheit“. Untergruppen der „Gepard-Einheit“ beendeten die 35 Monate lang andauernde Belagerung des Luftwaffenstützpunkts Kuweyres östlich von Aleppo.
Laut einer im Februar 2019 veröffentlichten Studie des Global Public Policy Institute (GPPI) seien die Einheiten der Quwwat an-Nimr für über 300 Giftgasangriffe auf Zivilisten verantwortlich.